# Engan
Engan est une localité du comté de Nordland, en Norvège.

## Géographie
Administrativement, Engan fait partie de la kommune de Sørfold.